# فرانس فان شوتن
فرانس فان شوتن عالم رياضيات ورسام خرائط ومهندس هولندي.

## نبذة
في عام 1617 نشر طبعة هولندية من الاصول إقليدس (كانت الطبعة الهولندية الأولى بقلم جان بيترسون دو 1606). كما نشر الجداول المثلثية وساهم في إصدار نظرية التحصين بواسطة صموئيل مارولو.

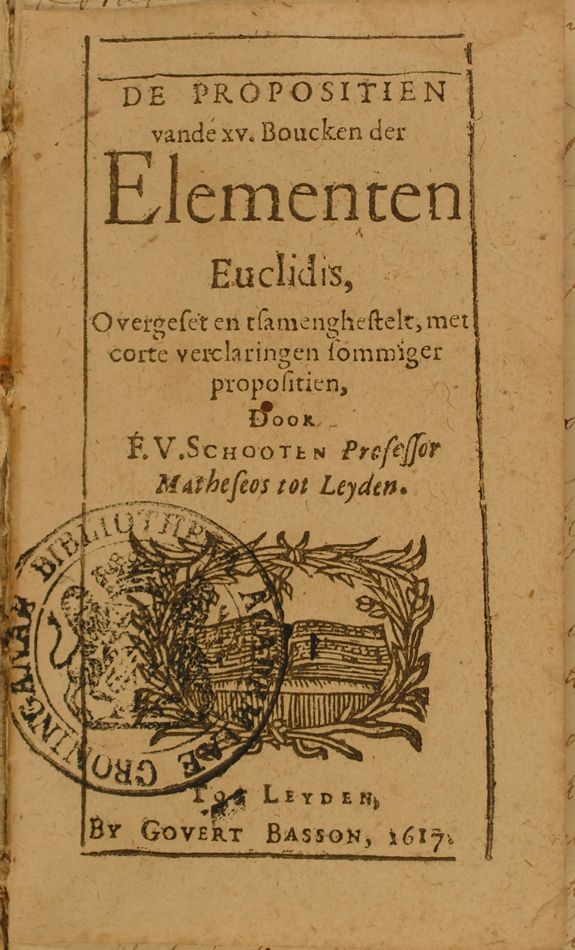
طبعة فان شوتن عام 1617 لكتاب العناصر إقليدس

## الروابط الخارجية
- السيرة الذاتية فرانس فان شوتن